# Ivan Cudin
Ivan Cudin (Codroipo, 15 febbraio 1975) è un ultramaratoneta italiano.

## Biografia
Ha ottenuto ottimi risultati nelle 100 km e nelle gare di 24 ore italiane ed internazionali. È stato campione europeo della 24 ore e vincitore della Spartathlon nel 2010, 2011 e 2014.
Detiene il record italiano di 24h, 266,702 km, ottenuto il 7/8 dicembre 2013 nella 24 ore di Soochow University di Taipei, capitale di Taiwan. La gara è interamente organizzata dagli studenti, con grande partecipazione dei ragazzi, che affollano a tutte le ore la pista dove corrono gli atleti. Partecipano alla gara solo atleti invitati, uno per continente.
Come primati personali ha nella 12h 147957 m (24h di Reggio Emilia 2016) - nella 6h 83361 m (6 ore dei Templari 2011) - nella 100 miglia 13:23:37 (24h di Reggio Emilia 2016) - nella 100 km 7:08:53 (100 km di Seregno 2011)

## Palmarès

### 2006
- 100 km Rimini Extreme:
- 24-uur van San Silvestro - Wenen:

### 2007
- 100 km in pista Prato:
- Europees kampioenschap 24-uur - Madrid: 8º
- 100 km Rimini Extreme:
- 100 km degli Etruschi:
- Circuito ecomaratone:

### 2008
- Ecomaratona delle Madonie:
- Trail della Val Rosandra:
- Circuito ecomaratone:
- Wereldkampioenschap 24-uur - Seoel: 16º (236,599 km)
- 6 ore città di Buttrio (ITA)
- 100 km Rimini Extreme:

### 2009
- Maratonala del Brembo:
- Maratona della Pace:
- 100 km della Brianza:
- 100 km Rimini Extreme:
- Ecomaratona dei Dragoni:
- Ultratrail del Gran Sasso:
- 6 ore città di Buttrio (ITA)
- Scarpirampi:

### 2010
- Ecomaratona Rimini-S.Leo:
- Wereldkampioenschap 24-uur - Brive:  - 263,841 km (Campione europeo)
- Spartathlon:  - 23h03'06"
- 6 ore città di Buttrio (ITA)
- 100 km Rimini Extreme (ITA)  7:08:53

### 2011
- Nove Colli Running 202 km:  - 18h26'07"
- Spartathlon:  - 22h57'40"
- 6 ore dei Templari memorial Vito Frangione (ITA)
- 100 km di Seregno della Brianza (ITA)  7:08:53

### 2012
- Nove Colli Running - Barbotto (ITA)
- Ultramarathon Festival Venice 6 ore (ITA)

### 2013
- 6 ore città di Buttrio (ITA)
- Piancavallo Indoor 6 ore Ultramaratona (ITA)
- Soochow/Taipei 24h Ultramarathon (TPE)  266,702 km
- Spartathlon (GRE)  25:54:49

### 2014
- Spartathlon:  - 22h29'29"
- Ultrabalaton 212 km (HUN)  - 18:30:12
- Soochow/Taipei 24h Ultramarathon (TPE):  255,499 km
- Troi dei Cimbri del Cansiglio (ITA):
- Ultra Trail Soave-Bolca (ITA)

### 2015
- Soochow/Taipei 24h Ultramarathon (TPE):  - 250,731 km
- Slovenski 12 urni tek (SLO):
- Ultrabalaton 221 km (HUN)

### 2016
- Cavalcata carsica del sentiero 3 (ITA)
- Asolo 100 km (ITA):
- AIM Energy Ultra Trail (ITA))

### 2017
- 1^ Piancavallo Cansiglio Ecotrail:  - 3h21'49"
- Ecomaratona del Collio Brda (Cormons)
- Cormoultra (ITA)
- Cavalcata carsica del sentiero 3 (ITA):
- Troi dei Cimbri del Cansiglio (ITA)

### 2018
- Ecomaratona del Collio Brda (Cormons)
- Futás a koraszülöttekért (HUN)
- Trail del Montanaro (ITA)

### 2019
- 6 ore città di Buttrio (ITA))
- Futás a koraszülöttekért (HUN)
- Nove Colli Running - Barbotto (ITA)